# Krüger&Matz
Krüger&Matz – polska marka należąca do firmy Lechpol Electronics, specjalizująca się w imporcie urządzeń mobilnych oraz sprzętu audio.
Krüger&Matz jest jedną z dwunastu marek stworzonych lub dystrybuowanych przez firmę Lechpol Electronics, której siedziba mieści się w Miętnem koło Garwolina. Twórcą Krüger&Matz jest Michał Leszek. Nazwa częściowo nawiązuje do amerykańskiego producenta wzmacniaczy i kolumn basowych.

## Historia
Marka Krüger&Matz pojawiła się na rynku w 2010 roku. Początkowo oferowała sprzęt z segmentu car audio (głośniki, wzmacniacze i radia samochodowe) oraz home audio (wieże, radioodbiorniki z CD, kolumny). Wraz z rozwojem technologii mobilnych do swojej oferty zaczęła włączać urządzenia przenośne (smartfony, tablety, inteligentne zegarki i opaski).
Produkty Krüger&Matz prezentowane były podczas międzynarodowych targów branży nowych technologii, m.in. w Barcelonie (Mobile World Congress 2014 i 2015) oraz Hanowerze (CeBIT 2014). Dostępne są w sprzedaży w wielu europejskich krajach, m.in. w Niemczech, Holandii, Belgii, Rumunii, Bułgarii, Czechach, na Słowacji, Ukrainie i Węgrzech. Dodatkowo w Holandii i Rumunii firma prowadzi własny serwis. Krüger&Matz planuje wprowadzić swoje produkty na rynki pozaeuropejskie: afrykański i południowoamerykański. W 2013 roku polska marka odnotowała 5-krotny wzrost sprzedaży w stosunku do poprzedniego roku.
W 2014 roku Krüger&Matz zorganizowała i przeprowadziła kampanię It’s your life, just take it, skierowaną m.in. do artystów, muzyków, sportowców, podróżników. Dzięki niej dziesięcioro zwycięzców mogło zrealizować swoje autorskie pomysły. Ambasadorem kampanii został mistrz świata w kick-boxingu – Przemysław Saleta, w przedsięwzięcie zaangażowana była również zdobywczyni tytułu Miss Polonia 2011 – Marcelina Zawadzka oraz instruktor skoków spadochronowych – Grzegorz „Iwan” Kucharczyk.

## Nagrody i wyróżnienia
- Polska Nagroda Innowacyjności 2014, przyznana przez Polską Agencję Przedsiębiorczości i redakcję „Forum Przedsiębiorczości”, którą firma Lechpol otrzymała za markę Krüger&Matz[8]
- Złoty Bell w kategorii „Kobiecy gadżet roku 2013” za słuchawki KM 660[9]
- Laur Konsumenta Odkrycie Roku 2013 za innowacyjność smartfona Live[10]
- Złoty AS IT w kategorii „Debiut roku” przyznany przez redakcję „Reseller News” dla firmy Lechpol za wprowadzenie produktów marki Krüger&Matz (tablety i smartfony)[11]

## Ciekawostki
- Słuchawki KM 665 pojawiły się w wideoklipie „My Słowianie” Donatana i Cleo.
- Smartfonem Live 2 LTE nakręcono niektóre ujęcia do teledysku What’s Up feat. Moculescu & Moga „Young and Crazy (Live Your Life)”.
- Słuchawki KM 638 Street 2 Power Bass pojawiły się w teledysku do utworu „N-O-C” Cleo.